# Lucyna Szafran-Szadkowska
Lucyna Antonina Szafran-Szadkowska (ur. 1 października 1933 w Łączkach Jagiellońskich, zm. 7 listopada 1994 w Opolu) – polska archeolożka specjalizująca się w badaniach prehistorii Śląska Opolskiego, muzealniczka.

## Życiorys
Urodziła się 1 października 1933 w Łączkach Jagiellońskich w rodzinie robotniczej. Jej rodzicami byli cieśla budowlany Jan Szafran oraz Józefa z Urbanów, a siostrami Janina i Stanisława. Od 1939 do 1943 pobierała naukę w szkole podstawowej w rodzinnej miejscowości. Kontynuowała ją w szkole w Łękach Strzyżowskich. Od 1948 uczyła się w liceum pedagogicznym w Krośnie. Maturę zdała w 1952. Do 1953 pracowała jako kierowniczka świetlicy w Głowience, a do 1954 na stanowisku kierowniczki oddziału kultury Powiatowej Rady Narodowej w Krośnie.
W 1958 ukończyła archeologię na Uniwersytecie Wrocławskim, broniąc pracę magisterską pt. Pradzieje powiatu opolskiego, której promotorem był Włodzimierz Hołubowicz. We wrześniu zamieszkała w Opolu. Pracowała jako instruktorka w wydziale kultury Wojewódzkiej Rady Narodowej . 2 grudnia podjęła pracę w Dziale Archeologii Muzeum Śląska Opolskiego, gdzie sporządziła ok. 10 tys. kart katalogowych zbiorów. W lutym 1959 poznała Jana Szadkowskiego, z którym 14 lipca 1960 zawarła małżeństwo. Urodziła dwoje dzieci, Jana (ur. 1961) i Marię (ur. 1969). Z Muzeum Śląska Opolskiego była związana do 28 lutego 1978, od 15 stycznia 1968 na stanowisku kierowniczki Działu Archeologicznego.
19 czerwca 1969 uzyskała stopień naukowy doktora w Instytucie Historii Wyższej Szkole Pedagogicznej w Opolu broniąc napisanej pod kierunkiem Eugeniusza Konika dysertacji pt. Walory osadnicze Opolszczyzny i ich rola w zakresie kształtowania stosunków gospodarczo-społecznych i kulturalnych w okresie wpływów rzymskich. Od 1971 prowadziła w WSP ćwiczenia i wykłady zlecone. Tamże w 1977 została zatrudniona na stanowisku adiunkta. W 1982 uzyskała habilitację na podstawie pracy pt. Zagadnienie etnogenezy Słowian w historiografii polskiej: w okresie od średniowiecza do końca XIX wieku. Rok później na stanowisku docenta. 1 grudnia 1990 została profesorem nadzwyczajnym. Była promotorką ponad dwustu magistrów i jednego doktora.
Zmarła nagle 7 listopada 1994 w Opolu. Pochowana została pięć dni później na tamtejszym cmentarzu komunalnym.

## Działalność naukowa
Organizowała wydarzenia popularnonaukowe oraz wystawy stałe i objazdowe. Była pomysłodawczynią popularyzujących naukę otwartych odczytów, które odbywały się pod nazwą Wszechnica Opolska. Opublikowała ponad 200 artykułów, m.in. w prasie lokalnej, Opolskim Roczniku Muzealnym, Kwartalniku Opolskim oraz „Kwartalniku Historycznym”. Była członkinią Polskiego Towarzystwa Archeologicznego i Numizmatycznego . Prowadziła badania wykopaliskowe m.in. w:
- Ligota Dolna (powiat kluczborski) – osada kultury pomorskiej
- Dobrzeń Wielki – pochówki kultury łużyckiej
- Daniec – osada kultury przewoskiej
- dzielnice Opola Zakrzów i Wróblin – osada kultury przewoskiej
- Nowy Dwór (Kowalowice) – osada kultury przewoskiej
- Mionów – osada kultury przewoskiej
- Dąbrowa (powiat namysłowski) – pochówki kultury łużyckiej

## Wybrane publikacje
(opracowano na podstawie materiałów źródłowych)
- Cmentarzysko całopalne w Dobrzeniu Wielkim, pow. Opole, 1968
- Cmentarzysko z okresu wpływów rzymskim w Tarnowie, pow. Opole, 1972
- Wierzenia najstarszej ludności Opolszczyzny, Opole, 1976
- Zagadnienie etnogenezy Słowian w historiografii polskiej: w okresie od średniowiecza do końca XIX stulecia. Opole: Wyższa Szkoła Pedagogiczna, 1983.
- Struktura i rozwój osadnictwa na terenie Opolszczyzny w okresie wpływów rzymskich. Wrocław: Zakład Narodowy im. Ossolińskich, 1984. ISBN 83-04-01657-5
- Zanim powstało Opole. Opole: Instytut Śląski w Opolu, 1987.
- Ziemia Opolska w czasach starożytnych (I do IV wiek naszej ery). Opole: Wyższa Szkoła Pedagogiczna, 1991. ISBN 83-85012-74-5
- Najstarsze dzieje Opola: tajemnice wydarte ziemi. Opole: Instytut Śląski w Opolu, 1995. ISBN 83-86708-06-9

## Odznaczenia
(opracowano na podstawie materiału źródłowego)
- Odznaka „Zasłużony dla PTAiN” (1967)
- Odznaka 1000-lecia Państwa Polskiego (1969)
- Odznaka „Zasłużony dla Opolszczyzny” (1973)
- Srebrny Krzyż Zasługi (1975)
- Nagroda Ministra Oświaty (1979)
- Nagroda WSP w Opolu (dwukrotnie: 1980, 1981)
- Nagroda Rektora WSP w Opolu III stopnia (1988)
- Odznaka honorowa „Za Zasługi dla Ochrony Środowiska i Gospodarki Wodnej” (1989)